# Rajagopala Tondaiman
Rajagopala Tondaiman (Pudukkottai, 23 giugno 1922 – Chennai, 16 gennaio 1997) fu Raja di Pudukkottai dal 1928 al 1948.

## Biografia
Rajagopala Tondaiman era figlio del principe Ramachandra Tondaiman e della sua seconda moglie, Mathusri Raja Srimathi Rani Janaki Ayi Sahib.
Il 19 novembre 1928, ad appena sei anni, venne nominato a succedere al raja Martanda Bhairava Tondaiman di Pudukkottai. Raghunatha Pallavarayar fu reggente del regno in suo nome sino al febbraio del 1929. Dal febbraio del 1929 al 17 gennaio del 1944, lo stato venne retto de facto da un consiglio di reggenza nominato dal governo inglese. Rajagopala prese le redini dell'amministrazione del suo stato il 17 gennaio 1944. Il 3 marzo 1948, Rajagopala Tondaiman decise di entrare a far parte della repubblica indiana col suo stato. Lo stato principesco divenne parte del distretto di Trichirappalli della Presidenza di Madras.
Rajagopala Tondaiman fu presidente della Tamil Nadu Cricket Association (TNCA), del Pudukottai Recreation Club (PRC) e del Kodaikanal Boat and Rowing Club. Presenziò nel 1937 all'incoronazione di Giorgio VI del Regno Unito a Londra.
Morì a Chennai nel 1997.